# كلايف إدواردز
كلايف إدواردز (بالإنجليزية: Clive Edwards) هو محامي نيوزيلندي، ولد في 11 يناير 1934.